# Weekend (chanson de Phreek)
Pour les articles homonymes, voir Week-end (homonymie).
Weekend est une chanson disco notamment remixée par Todd Terry en version house. Composée par le groupe Phreek, la chanson devient connue avec sa reprise par le groupe Class Action, qui partage sa chanteuse avec Phreek.

## Histoire
Le groupe à l'origine de la chanson Weekend est Phreek. Le groupe est composé de Christine Wiltshire, Leroy Burgess, Patrick Adams, Stan Lucas et Ken Mazur entre autres. La chanson est enregistrée chez Atlantic Records,. Elle est souvent reprise en concert par Larry Levan, mais éditée en un très petit nombre d'exemplaires, ce qui ne lui permet pas d'atteindre des classements particuliers.
Au début des années 1980, William Socolov, copropriétaire de Sleeping Bag Records, propose à Larry Levan d'enregistrer une nouvelle version de Weekend. Le groupe Class Action, dont fait partie la chanteuse originale Christine Wiltshire, sort une nouvelle version de la chanson et arrive en 49e position des classements britanniques,.

## Classements
| Année | Titre                       | Label        | Meilleur classement, | Meilleur classement, | Meilleur classement, | Meilleur classement, |
| Année | Titre                       | Label        | U.S.                 | U.S. Dance           | U.S. R&B             | UK                   |
| ----- | --------------------------- | ------------ | -------------------- | -------------------- | -------------------- | -------------------- |
| 1978  | "Weekend" (by Phreek)       | Atlantic     | ―                    | ―                    | ―                    | ―                    |
| 1983  | "Weekend" (by Class Action) | Sleeping Bag | ―                    | No. 9                | ―                    | No. 49               |

## Postérité
Le tube Weekend est remixé par Todd Terry en 1988. Cette musique est réutilisée en 2004 pour la bande-son du jeu Grand Theft Auto: San Andreas et de Grand Theft Auto: Vice City Stories en 2006.